# لاكعة المواشي
لَاكِعَةُ المَواشِي أو نغف جلد الأغنام أو برغش الضأن أو طبوع الضأن (الاسم العلمي Melophagus)، جنس حشرات من ذوات الجناحين وفصيلة الذباب الشعراوي. تضم ثلاث أنواع ونوع فرعي واحد، وجميعها تتطفل على البقريات. وهي حشرات غير مجنحة. أعطانها أوروبا وآسيا وأفريقيا.